# Elektrotropizm
Elektrotropizm, galwanotropizm – rodzaj tropizmu, w którym ruch warunkowany jest przez pole elektryczne. Reakcję ruchową tego typu wykazują: neurony, komórki mięśni, fibroblasty, komórki nabłonka, zielone glony, zarodniki, łagiewka pyłkowa.